# Eriopyga tepens
Eriopyga tepens är en fjärilsart som beskrevs av Walker. Eriopyga tepens ingår i släktet Eriopyga och familjen nattflyn. Inga underarter finns listade i Catalogue of Life.